# Iberische blinde mol
De Iberische blinde mol (Talpa occidentalis)  is een zoogdier uit de familie van de mollen (Talpidae). De wetenschappelijke naam van de soort werd voor het eerst geldig gepubliceerd door Cabrera in 1907.